# Jouaignes
Jouaignes es una comuna francesa situada en el departamento de Aisne, de la región de Alta Francia.

## Geografía
Está ubicada a 16 km al este de Soissons.

## Demografía
| 180 | 173 | 143 | 143 | 133 | 151 | 168 | 146 |
| Para los censos de 1962 a 1999 la población legal corresponde a la población sin duplicidades (Fuente: INSEE [Consultar]) |     |     |     |     |     |     |     |